# Heuchelheim (Elbtal)
Heuchelheim ist der kleinste Ortsteil der Gemeinde Elbtal im mittelhessischen Landkreis Limburg-Weilburg.

## Geographische Lage

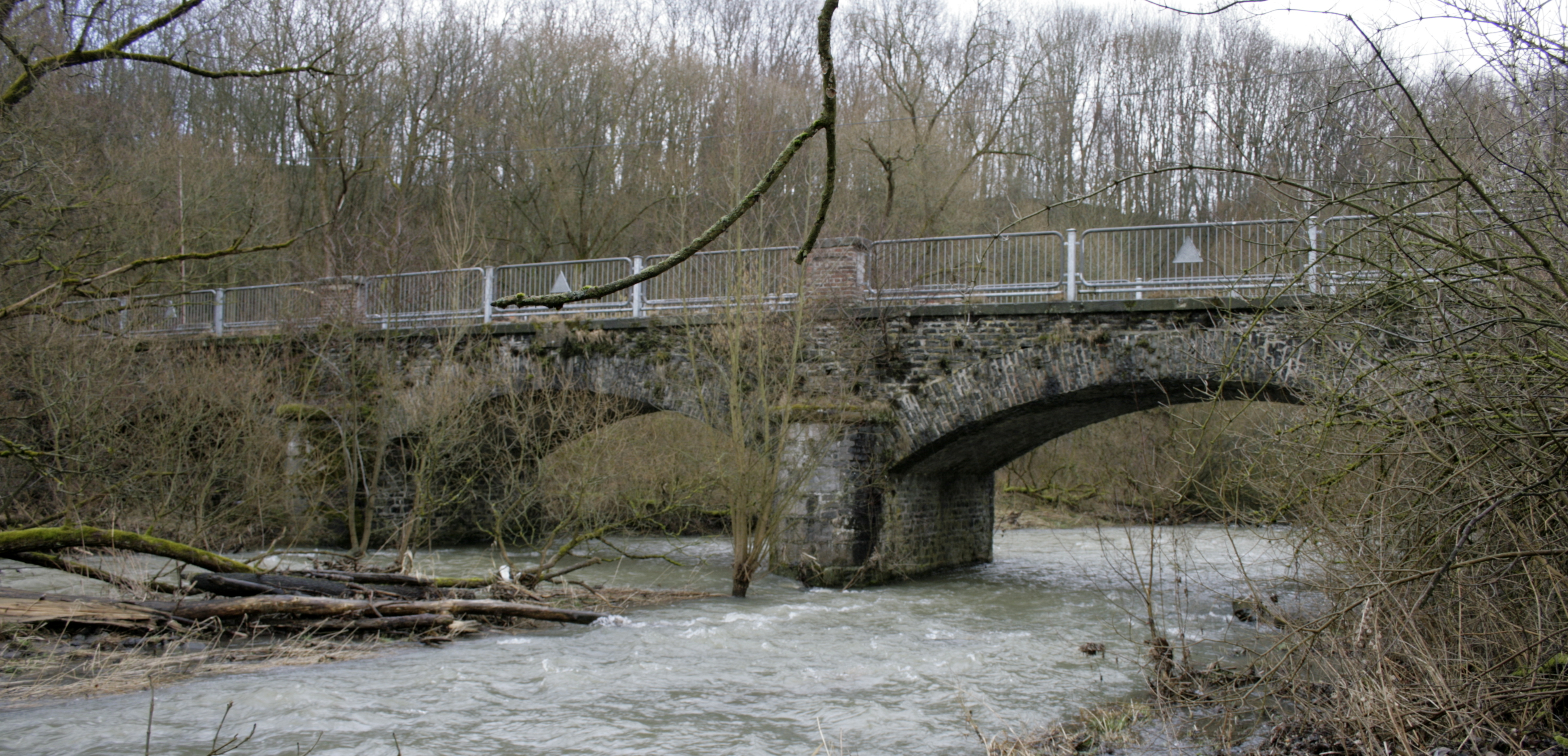
Basaltbrücke von 1888 über den Elbbach

Der Ort liegt am östlichen Rand des Westerwaldes, im Naturraum des Oberwesterwalds. Wenige hundert Meter westlich fließt der Elbbach, wenige hundert Meter östlich verläuft die Bundesstraße 54, beide in Nord-Süd-Richtung. Nördlich des Orts fließt der aus Nordosten kommende Mühlbach am Rand der Heuchelheimer Gemarkung und mündet in den Elbbach.
Die Heuchelheimer Gemarkung erstreckt sich nur über eine geringe Fläche rund um den Ort. Im Norden grenzt sie an den Elbtaler Hauptort Dorchheim, im Osten an den Nachbarortsteil Hangenmeilingen, im Süden an den Hadamarer Stadtteil Oberzeuzheim, im Südwesten an Thalheim und im Nordwesten an Frickhofen, beides Dornburger Ortsteile.
Heuchelheim liegt in einer relativ ebenen Verbreiterung des Elbbachtals, die nur an ihrem Ostrand deutlich auf bis zu 270 Meter ansteigt. Die Gemarkungsfläche wird größtenteils von landwirtschaftlich genutzter Fläche eingenommen. Dazu kommen die Auen der Bäche und ein kleiner Streifen Buschland südwestlich des Dorfs.

## Geschichte

### Ortsgeschichte
Heuchelheim ist der Elbtaler Ortsteil mit der ältesten bekannten urkundlichen Ersterwähnung, die im Jahr 772 in einer Schenkungsurkunde im Lorscher Codex erfolgte. Aufgrund der Namensendung -heim wird Heuchelheim, wie mehrere Orte in der Umgebung, als fränkische Gründungen von vor dem 6. Jahrhundert n. Chr. angesprochen. Jedoch ist diese Datierung keineswegs gesichert. Im frühen Mittelalter gehörte der Ort zum ausgedehnten Kirchspiel Niederzeuzheim. Für das Jahr 1287 sind Besitzungen des Deutschen Ordens nachgewiesen.
Für das Ende des 13. Jahrhunderts ist eine niederadlige Familie „von Heuchelheim“ nachgewiesen. Das Geschlecht war mit den Herren von Runkel und Westerburg, ebenso mit dem Reitergeneral Hans Michael Elias von Obentraut aus dem Dreißigjährigen Krieg verwandt. In Heuchelheim starb das Geschlecht jedoch im Jahr 1494 aus.
Hessische Gebietsreform (1970–1977)
Die die bis dahin selbständigen Gemeinden Dorchheim, Hangenmeilingen und Heuchelheim fusionierten freiwillig zum 1. Februar 1971 im Zuge der Gebietsreform in Hessen zur neuen Gemeinde Elbtal.  Dorchheim wurde Sitz der Gemeindeverwaltung. Am 1. Juli 1973 schloss sich der Ort Elbgrund, aus den ehemaligen Ortsteilen Waldmannshausen und Mühlbach bestehend, der Gemeinde an.
Ortsbezirke nach der Hessischen Gemeindeordnung wurden nicht errichtet.

### Verwaltungsgeschichte im Überblick
Die folgende Liste zeigt die Staaten bzw. Herrschaftsgebiete und deren untergeordnete Verwaltungseinheiten, in denen Heuchelheim lag:
- Im Früh- und Hochmittelalter: Herrschaft Ellar. Die Herrschaft Ellar bestand im Früh- und Hochmittelalter aus den Zenten Lahr, Elsoff (Westerwaldkreis, Rheinland-Pfalz), Niederzeuzheim und Frickhofen (Bleseberg), weshalb die Herrschaft auch als die „Vier Zehnten“ bezeichnet wurde.
- bis 1367: Heiliges Römisches Reich, Grafschaft Diez (1337–1405 als Pfand zur Grafschaft Hadamar)
- 1367–1405: Heiliges Römisches Reich, als Teil der „Vier Zehnten“ Grafschaft Katzenelnbogen
- 1405–1479: Heiliges Römisches Reich, „Vier Zehnten“ (1/3 im Besitz von Nassau-Dillenburg und 2/3 im Besitz der Grafschaft Katzenelnbogen)
- 1479–1534: Heiliges Römisches Reich, „Vier Zehnten“ (2/3 der Landgrafschaft Hessen und 1/3 den Grafen von Nassau-Dillenburg)
- 1534–1557: Heiliges Römisches Reich, „Vier Zehnten“ (Landgrafschaft Hessen, die Grafen von Nassau-Dillenburg und Kurtrier je 1/3)
- 1557–1606: Heiliges Römisches Reich, Grafschaft Sayn, „Vier Zehnten“
- 1606–1650: Heiliges Römisches Reich, Grafschaft Nassau-Hadamar, „Vier Zehnten“
- 1650–1711: Heiliges Römisches Reich, Fürstentum Nassau-Hadamar, Amt Hadamar
- 1717–1743: Heiliges Römisches Reich, Fürstentum Nassau-Dillenburg, Amt Hadamar
- 1743–1806: Heiliges Römisches Reich, Grafen von Nassau-Diez als Teil des Fürstentums Nassau-Oranien, Amt Hadamar
- 1806–1813: Großherzogtum Berg, Département Sieg, Arrondissement Dillenburg, Kanton Hadamar
- 1813–1815: Fürstentum Nassau-Oranien, Amt Mengerskirchen
- ab 1816: Deutscher Bund, Herzogtum Nassau, Amt Hadamar
- ab 1849: Deutscher Bund, Herzogtum Nassau, Kreisamt Hadamar[Anm. 1]
- ab 1854: Deutscher Bund, Herzogtum Nassau, Amt Hadamar
- ab 1867: Norddeutscher Bund[Anm. 2], Königreich Preußen, Provinz Hessen-Nassau, Regierungsbezirk Wiesbaden, Oberlahnkreis[Anm. 3]
- ab 1871: Deutsches Reich, Königreich Preußen, Provinz Hessen-Nassau, Regierungsbezirk Wiesbaden, Oberlahnkreis
- ab 1886: Deutsches Reich, Königreich Preußen, Provinz Hessen-Nassau, Regierungsbezirk Wiesbaden, Kreis Limburg
- ab 1918: Deutsches Reich, Freistaat Preußen, Provinz Hessen-Nassau, Regierungsbezirk Wiesbaden, Kreis Limburg
- ab 1944: Deutsches Reich, Freistaat Preußen, Provinz Nassau, Landkreis Limburg
- ab 1945: Amerikanische Besatzungszone, Groß-Hessen, Regierungsbezirk Wiesbaden, Landkreis Limburg
- ab 1946: Amerikanische Besatzungszone, Land Hessen, Regierungsbezirk Wiesbaden, Landkreis Limburg
- ab 1949: Bundesrepublik Deutschland, Land Hessen, Regierungsbezirk Wiesbaden, Landkreis Limburg
- ab 1968: Bundesrepublik Deutschland, Land Hessen, Regierungsbezirk Darmstadt, Landkreis Limburg
- ab 1971: Bundesrepublik Deutschland, Land Hessen, Regierungsbezirk Darmstadt, Landkreis Limburg, Gemeinde Elbtal[Anm. 4]
- ab 1974: Bundesrepublik Deutschland, Land Hessen, Regierungsbezirk Darmstadt, Landkreis Limburg-Weilburg, Gemeinde Elbtal
- ab 1981: Bundesrepublik Deutschland, Land Hessen, Regierungsbezirk Gießen, Landkreis Limburg-Weilburg, Gemeinde Elbtal

### Bevölkerung
Einwohnerentwicklung
| • 1679: | 005 Familien                  |
| • 1885: | 184 Einwohner, 31 Wohngebäude |

| Heuchelheim: Einwohnerzahlen von 1834 bis 2020 | Heuchelheim: Einwohnerzahlen von 1834 bis 2020 | Heuchelheim: Einwohnerzahlen von 1834 bis 2020 | Heuchelheim: Einwohnerzahlen von 1834 bis 2020 | Heuchelheim: Einwohnerzahlen von 1834 bis 2020 |
| --- | ---------------------------------------------- | ---------------------------------------------- | ---------------------------------------------- | ---------------------------------------------- |
| Jahr |                                                |                                                |                                                | Einwohner                                      |
| 1834 | 1834                                           |                                                | 130                                            | 130                                            |
| 1840 | 1840                                           |                                                | 133                                            | 133                                            |
| 1846 | 1846                                           |                                                | 155                                            | 155                                            |
| 1852 | 1852                                           |                                                | 162                                            | 162                                            |
| 1858 | 1858                                           |                                                | 191                                            | 191                                            |
| 1864 | 1864                                           |                                                | 188                                            | 188                                            |
| 1871 | 1871                                           |                                                | 177                                            | 177                                            |
| 1875 | 1875                                           |                                                | 181                                            | 181                                            |
| 1885 | 1885                                           |                                                | 184                                            | 184                                            |
| 1895 | 1895                                           |                                                | 185                                            | 185                                            |
| 1905 | 1905                                           |                                                | 185                                            | 185                                            |
| 1910 | 1910                                           |                                                | 194                                            | 194                                            |
| 1925 | 1925                                           |                                                | 219                                            | 219                                            |
| 1939 | 1939                                           |                                                | 166                                            | 166                                            |
| 1946 | 1946                                           |                                                | 223                                            | 223                                            |
| 1950 | 1950                                           |                                                | 222                                            | 222                                            |
| 1956 | 1956                                           |                                                | 217                                            | 217                                            |
| 1961 | 1961                                           |                                                | 202                                            | 202                                            |
| 1967 | 1967                                           |                                                | 208                                            | 208                                            |
| 1970 | 1970                                           |                                                | 208                                            | 208                                            |
| 1987 | 1987                                           |                                                | 235                                            | 235                                            |
| 1991 | 1991                                           |                                                | 274                                            | 274                                            |
| 2000 | 2000                                           |                                                | ?                                              | ?                                              |
| 2011 | 2011                                           |                                                | 237                                            | 237                                            |
| 2020 | 2020                                           |                                                | 268                                            | 268                                            |
| Datenquelle: Historisches Gemeindeverzeichnis für Hessen: Die Bevölkerung der Gemeinden 1834 bis 1967. Wiesbaden: Hessisches Statistisches Landesamt, 1968. Weitere Quellen: LAGIS; Gemeinde Elbtal; Zensus 2011 |                                                |                                                |                                                |                                                |

Einwohnerstruktur 2011
Nach den Erhebungen des Zensus 2011 lebten am Stichtag dem 9. Mai 2011 in Heuchelheim 237 Einwohner. Darunter waren 9 (3,8 %) Ausländer.
Nach dem Lebensalter waren 33 Einwohner unter 18 Jahren, 84 zwischen 18 und 49, 42 zwischen 50 und 64 und 78 Einwohner waren älter.
Die Einwohner lebten in 96 Haushalten. Davon waren 24 Singlehaushalte, 42 Paare ohne Kinder und 27 Paare mit Kindern, sowie 3 Alleinerziehende und keine Wohngemeinschaften. In 27 Haushalten lebten ausschließlich Senioren und in 57 Haushaltungen lebten keine Senioren.
Religionszugehörigkeit
| • 1885: | 1 evangelischer (= 0,54 %), 183 katholische (= 99,46 %) Einwohner |
| • 1961: | 3 evangelischer (= 1,49 %), 194 katholische (= 96,04 %) Einwohner |

## Kultur und Sehenswürdigkeiten

### Vereine
In Heuchelheim gibt es eine Frauengemeinschaft, die im Jahr 1934 gegründete Freiwillige Feuerwehr Heuchelheim, den Gesangverein „Frohsinn“ und den Verschönerungsverein.

### Bauwerke

#### Kapelle St. Valentin

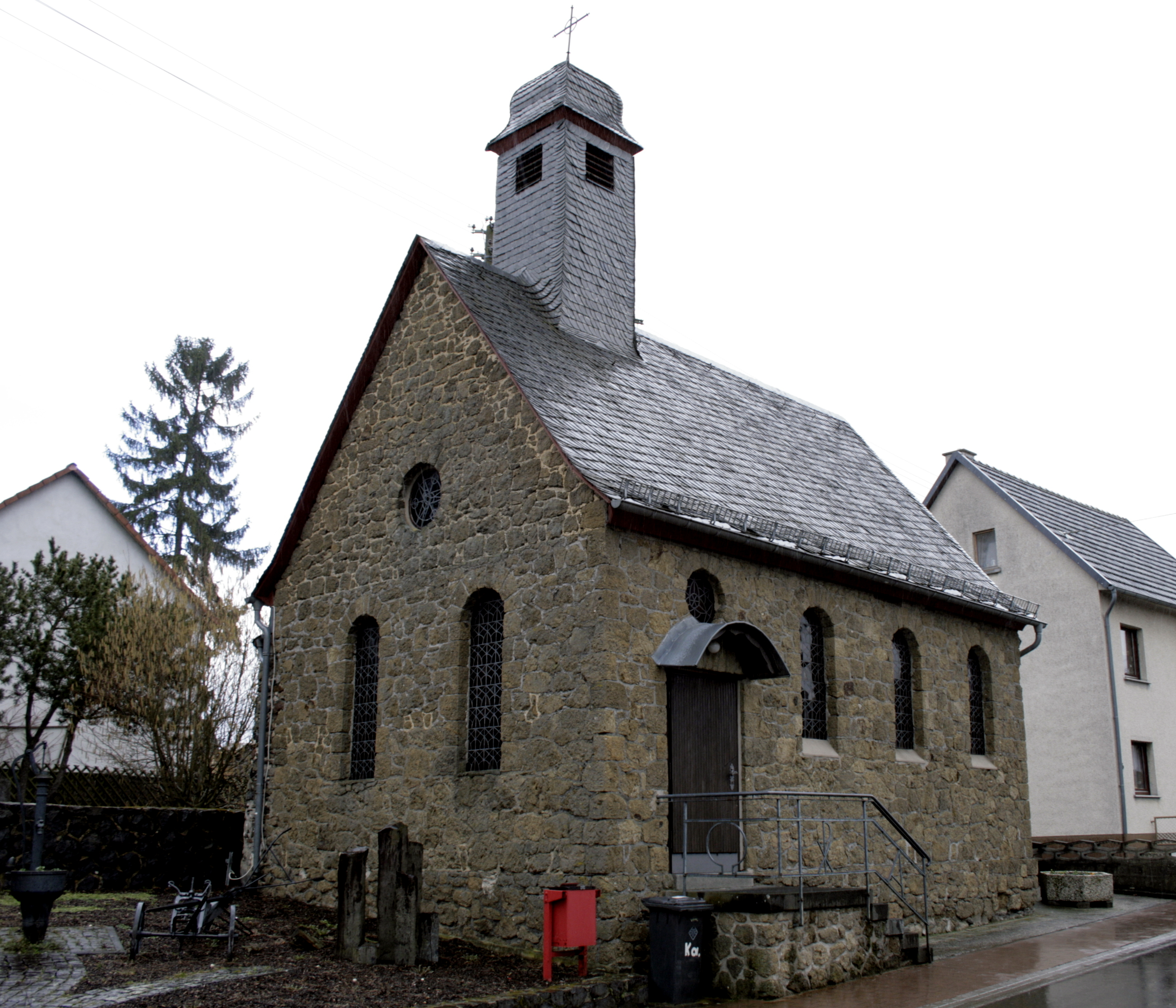
Valentinskapelle

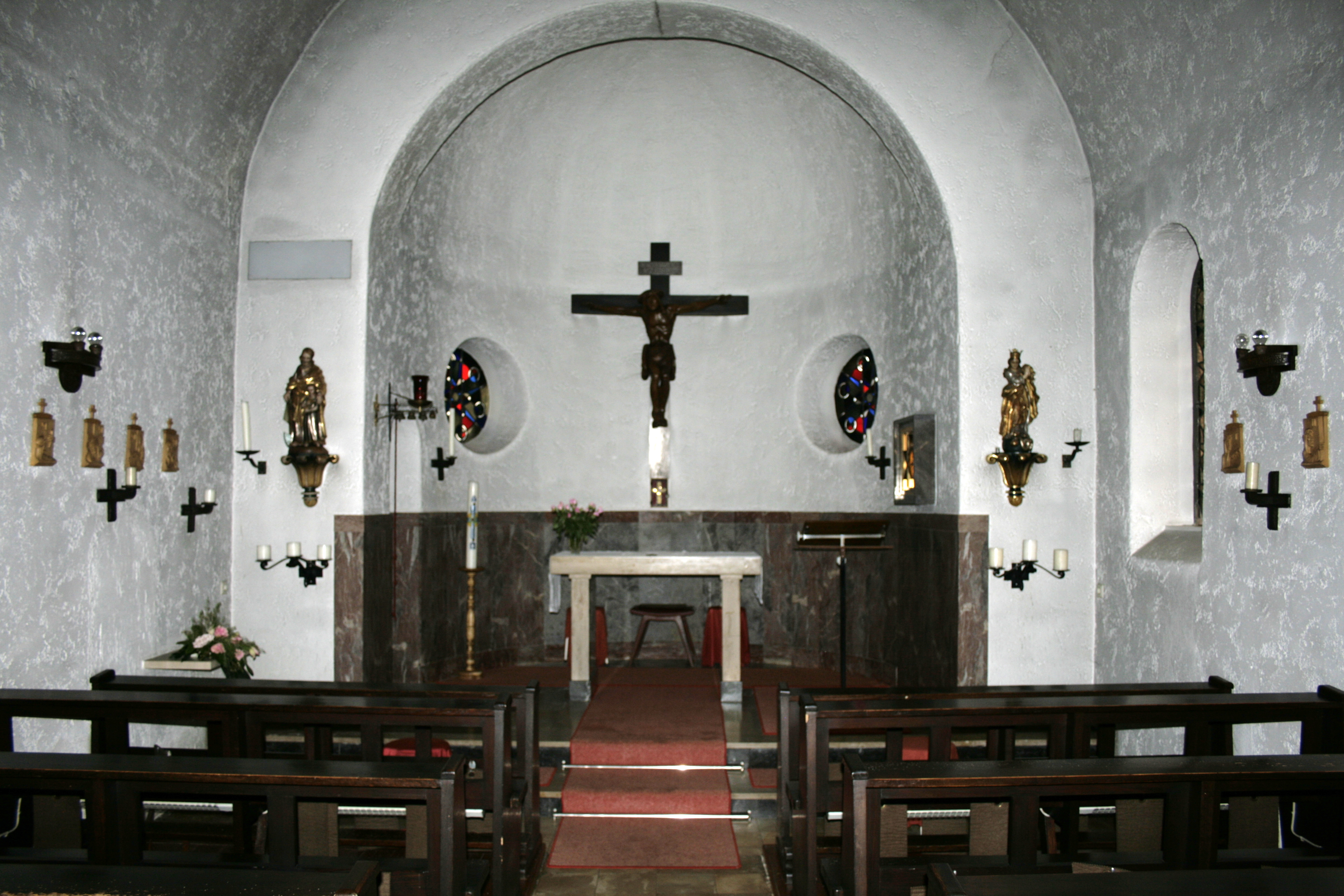
Innenraum der Kapelle

Das kleine Gotteshaus wurde 1948 in dem zu dieser Zeit bereits unüblichen neuromanischen Stil errichtet. Entsprechend handelt es sich um eine kleine Hallenkirche. Das Mauerwerk wurde aus dem regionaltypischen Basalttuff gefügt, der durch seine Vielfarbigkeit eine rustikale Wirkung erzielt. Der Bau verfügt über eine im Gesamtverhältnis große, halbrunde Apsis mit Kegeldach und einen turmartigen Dachreiter als Glockentürmchen.
Das Altarrelief ist eine Arbeit des Flörsheimer Bildhauers Georg Schichtel. Die Marienstatue stammt aus der Vorgängerkapelle an gleicher Stelle.
Die Kapelle befindet sich am Standort des Vorgängerbaus. Auf Betreiben von Pfarrer Josef Göb wurde die alte Kapelle im Jahr 1945 zum Teil abgerissen. Die Überreste wurden Bestandteil des neuen Baukörpers, der nach einem Entwurf des örtlichen Maurermeisters Johann Bäcker in Bau ging und wesentlich aus Spenden von Gemeindemitgliedern finanziert wurde. Die Weihe vollzog am 26. Mai 1946 Josef Lamay, Domkapitular am Dom zu Limburg. In den folgenden Jahren wurden die noch unvollständige Innenausstattung und die Ausstattung mit liturgischen Geräten vervollständigt. Die in der Kapelle vorhandene Reliquie des Heiligen Valentin von Terni war zeitweise Ziel von Wallfahrten aus der Umgebung. Adresse: Kapellenstraße 8.

#### Zum Schulwald 1
Das Wohnhaus eines Winkelhofs hat sich im kaum veränderten Ursprungszustand erhalten. Der Großteil des Fachwerks ist allerdings verkleidet. An der freiliegenden Wand des Obergeschosses sind Mannformen, genaste Schweifstreben und Schnitzwerk an den Füllhölzern zu erkennen.

#### Elbbachbrücke
Die Brücke in Verlängerung der Straße „Zum Schulwald“ wurde 1888 als französische Reparationsleistung für den Deutsch-Französischen Krieg mit drei Segmentbögen errichtet. Das Bauwerk ist weit gestreckt, um das an dieser Stelle sehr breite Bachbett zu überqueren und die Mühle sowie Teile der Feldgemarkung mit dem Dorf zu verbinden. Die Verkleidung besteht aus regionaltypischem Basalt in kleiner Steingröße. Die Brückenpfeiler sind auf der stromaufwärts gewandten Seite mit Brechern versehen, die flache Kapitelle und eine Verkleidung aus größeren Basaltquadern tragen.
Ebenfalls war Teil des Bauwerks ein denkmalgeschütztes Rohrgeländer, installiert zwischen Klinkersäulen. Dieses wurde jedoch um das Jahr 2000 herum abgerissen und durch eine Stahlrohrkonstruktion ersetzt.

#### Mühle

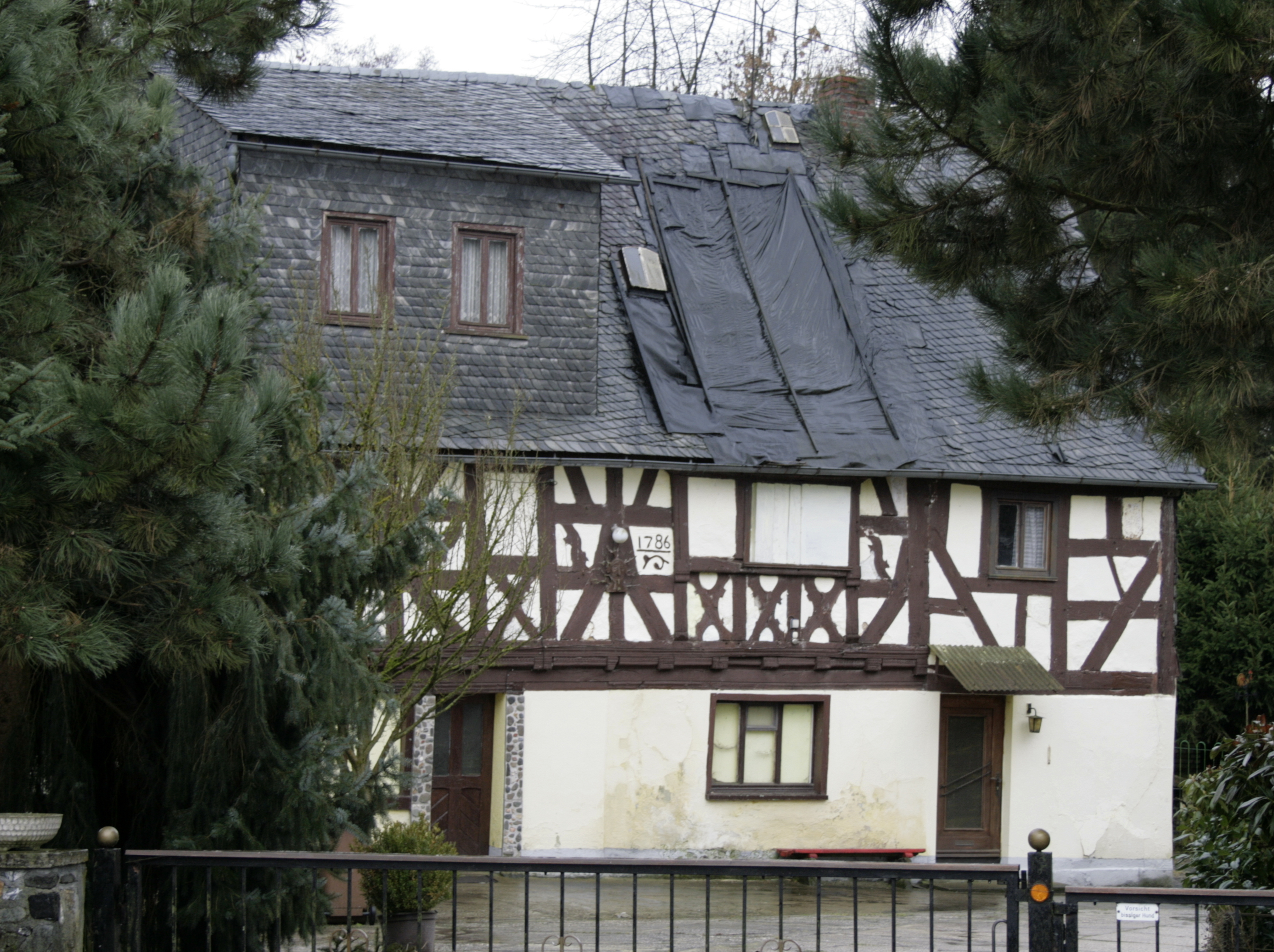
Heuchelheimer Mühle

Das Haupthaus der Heuchelheimer Mühle wurde vermutlich um 1700 an einem Knie des Elbbachs südwestlich der Ortslage errichtet. Die Position erleichterte den Bau eines Wehrs (heute ebenfalls Teil des Denkmalensembles) und den Bau des Mühlgrabens.
Es folgten mehrere Erweiterungsschritte. Der rechte Flügel des Wohnhauses trägt die Jahreszahl 1786. Noch später erfolgte die Überbauung der Radkammer.
Das Fachwerk des Haupthauses wird von genasten Schweifstreben (diagonal verlaufende Balken in einem Fach), Feuerböcken und Schnitzwerk an den Eckständern geschmückt. Ein einstmals vorhandener Erker ist nur noch in Ansätzen zu erkennen.

## Infrastruktur
Im Ort gibt es ein Dorfgemeinschaftshaus, ein Heim der Lebenshilfe für mehrfachbehinderte Menschen und eine Seniorenpension.